# Ястребиха (Винницкая область)
Ястребиха (укр. Яструбиха) — село на Украине, находится в Немировском районе Винницкой области.
Код КОАТУУ — 0523085103. Население по переписи 2001 года составляет 50 человек. Почтовый индекс — 22872. Телефонный код — 4331.
Занимает площадь 0,279 км².

## Адрес местного совета
22872, Винницкая область, Немировский р-н, с. Марксово